# Ed van den Heuvel
Edward Peter Jacobus (Ed of Edward) van den Heuvel (Soest, 2 november 1940) is een Nederlandse sterrenkundige en emeritus hoogleraar aan de Universiteit van Amsterdam.
Van den Heuvel werd vooral bekend door zijn werk op het gebied van vorming en evolutie van compacte objecten (neutronensterren, zwarte gaten en witte dwergen) in dubbelsterren en op het gebied van de studie van gammaflitsen.
Van den Heuvel studeerde wiskunde, natuurkunde en sterrenkunde aan de Universiteit van Utrecht. In maart 1968 promoveerde hij daar op het proefschrift A Study of Stellar Rotation : The Origin of Peculiar and Metallic-Line A and B Stars over de draaiing van sterren, bij de hoogleraren Kees de Jager en Anne Underhill. Na zijn promotie was hij onder andere postdoctoral fellow aan de Universiteit van Californië - Santa Cruz, wetenschappelijk medewerker en lector aan de Universiteit Utrecht en hoogleraar astrofysica aan de Vrije Universiteit Brussel.
Hij vervulde onder meer bestuursfuncties bij de KNAW, de Stichting Ruimte Onderzoek Nederland, de Stichting ASTRON te Dwingeloo en bij Diergaarde Artis, waar hij een van de oprichters was van het planetarium.
Hij werkte verder in 1974 als gastonderzoeker aan het Institute for Advanced Study te Princeton en in 1991 als programmaleider aan het Institute for Theoretical Physics van de Universiteit van Californië - Santa Barbara.

## Eerbewijzen
Van den Heuvel werd voor zijn werk onderscheiden met het eredoctoraat van de Katholieke Universiteit Leuven, de Spinozaprijs (1995), de Descartesprijs van de Europese Commissie (2002), de Viktor Ambartsumian International Science Prize van de staat Armenie (2018) en de Oeuvreprijs Sterrenkunde van de Koninklijke Hollandsche Maatschappij der Wetenschappen (2023) . Bovendien is hij Ridder in de Orde van de Nederlandse Leeuw.
Hij is lid van de Koninklijke Nederlandse Akademie van Wetenschappen (sinds 1982), Honorary Fellow van de Indian Academy of Sciences te Bangalore, Honorary Fellow van de Royal Astronomical Society (Londen), en Honorary Fellow van het Inter University Center for Astronomy and Astrophysics te Pune, India. 
Planetoïde (3091) van den Heuvel is naar hem vernoemd.

## Promovendi
De volgende promoties met van den Heuvel als promotor of copromotor waren, tenzij anders vermeld, aan de Universiteit van Amsterdam.
| Promovendus | Proefschrift | Jaar #afstammelingen |
| --- | --- | -------------------- |
| Coté, Jacqueline met copromotoren L.B.F.M. Waters en J.A. van Paradijs                                          | Formation and mass loss of be stars                                                                                           | 1993                 |
| Groen, Derk Jan copromotor, met promotor Simon Portegies Zwart en Peter M. A. Sloot                             | High performance N-body simulation on computational grids                                                                     | 2010                 |
| Gualandris, Alessia met copromotoren Peter M. A. Sloot en Simon Portegies Zwart                                 | Simulating Self-Gravitating Systems on Parallel Computers                                                                     | 2006                 |
| Habets, Guillaume Maria Hubert Jozef                                                                            | Advanced Evolution of Helium Stars and Massive Close Binaries                                                                 | 1985                 |
| Hammerschlag-Hensberge, Godelieve Cecile Maria Josephine                                                        | Optical and Ultraviolet Studies of X-Ray Binaries and Magnetic Stars                                                          | 1977                 |
| Henrichs, Hubertus Frederik copromotor, met promotor Hermanus Johannes Gerardus Lambertus Maria Lamers          | Massive Stars and X-Ray Pulsars                                                                                               | 1982                 |
| Hoogeveen, Sake J.                                                                                              | The mass-ratio distribution of binary stars                                                                                   | 1991                 |
| Hut, Pieter Hendrik met copromotor Hendrik Gerard van Bueren                                                    | Some Problems in Classical Mechanics and Relativistic Astrophysics                                                            | 1981                 |
| Nelemans, Gijs met copromotor Franciscus Wilhelmus Maria Verbunt                                                | White Dwarfs, Black Holes and Neutron Stars in Close Binaries                                                                 | 2001 2               |
| Pols, Onno Rudolf                                                                                               | On the Evolution of Massive Close Binary Stars in Stellar Populations                                                         | 1993 8               |
| Savonije, Gerrit Jan                                                                                            | Some Aspects of Evolution and Mass Transfer in X-Ray Binaries                                                                 | 1977                 |
| Sutantyo, Winardi                                                                                               | Some Aspects of the Evolutionary History of X-Ray Double Stars                                                                | 1975                 |
| Vader, Jeanette Patricia copromotor, met promotor Teije de Jong                                                 | Evolution of Stellar Systems                                                                                                  | 1981                 |
| van den Horn, Leonardus copromotor, met promotor Johannes Sybren Ruurds de Groot                                | On the Relativistic Kinetic Theory of Neutrinos in Stellar Collapse                                                           | 1982                 |
| van der Klis, Michiel Baldur Maximiliaan met copromotor Johannes Alphonsus Marie Bleeker                        | Observational Studies of X-Ray Binary Systems: Properties of the Neutron Star and Its Companion Orbital Motion and Mass Flows | 1983                 |
| van der Linden, Theodorus Johannes                                                                              | Close Binaries and Stellar Evolution                                                                                          | 1982                 |
| van Helden, René Christiaan Pierre promotor aan Universiteit Utrecht, met copromotor Cornelis de Jager          | The Spectra of B-Type Supergiants with an Emphasis on O² Canis Majoris                                                        | 1972                 |
| Verbunt, Franciscus Wilhelmus Maria copromotor aan Universiteit Utrecht, met promotor Hendrik Gerard van Bueren | Mass Transfer in Stellar X-Ray Sources                                                                                        | 1982 17              |
| Wijers, Ralph Antoine Marie Joseph                                                                              | On the Properties and Evolution of Binary and Single Neutron Stars                                                            | 1991 1               |
| Zuiderwijk, Eduardus Josephus                                                                                   | Optical Studies of Massive X-Ray Binaries                                                                                     | 1979                 |